# Bannerij van Bahr en Lathum
De Bannerij van Bahr en Lathum was van 1342 tot 1735 een bestuurlijk gebied in de Graafschap Zutphen. Het gebied bestond uit de bannerijen Bahr en Lathum, met het dorp Giesbeek.

## Geschiedenis
Het adellijke geslacht Van Baer is een afstamming van Van Rheden. Het gebied van Bahr behoorde in de 12e en 13e eeuw tot het kerspel Rheden. Uit een akte afkomstig uit het jaar 1342 bleek dat Bahr was verkocht aan hertog Reinoud II van Gelre, waardoor het gebied van Bahr en Lathum daarvan werd afgesplitst. Het gericht van Bahr en Lathum bestond uit een ambtman en twee gerichtslieden. De heer bezat het recht van criminele justitie. In criminele en breukzaken trad een advocaat-fiscaal op. Omdat de omgeving van Bahr en Lathum slechte wegen had en last van hoogwater, werden gerichten vaak in Arnhem of Zutphen gehouden. Lamoraal van Egmont kreeg de heerlijkheid in 1557 in zijn bezit, maar verkocht de heerlijkheid in 1562 voor 74.000 gulden door aan Jacob van Bronckhorst. Via de Bronckhorsten raakte het goed door vererving uiteindelijk in handen van de heren van Westerholt. De heerlijkheid werd ten slotte met alle bijbehorende rechten in het jaar 1735 door de Staten van Gelre en Zutphen gekocht van Johan Frederik van Westerholt tot Hackfort voor 120.000 gulden en toen opgedragen aan de Gelderse rekenkamer.
Anholt · Bahr en Lathum · Bergh · Borculo · Bredevoort · Doesburg · Lichtenvoorde · Lochem · Liemers · Groenlo · Wisch · Zutphen (landdrostambt) · Zutphen (scholtambt)